# Бурубайтал (село)
Бурылбайтал (каз. Бұрылбайтал) — село в Мойынкумском районе Жамбылской области Казахстана. Входит в состав Чиганакской поселковой администрации. Код КАТО — 315651200.

## Население
В 1999 году население села составляло 238 человек (117 мужчин и 121 женщина). По данным переписи 2009 года, в селе проживало 315 человек (155 мужчин и 160 женщин).